# Пастітсіо

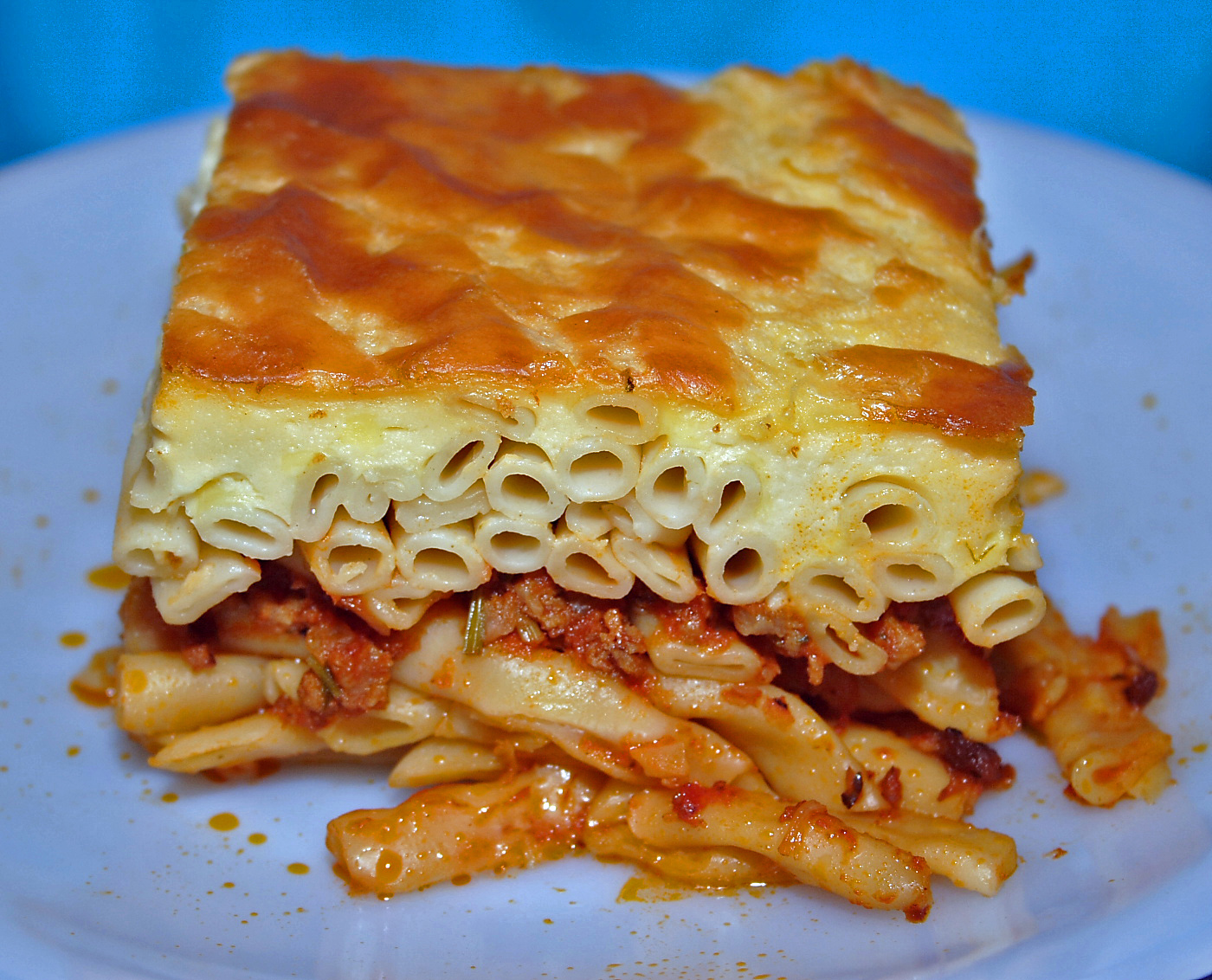

Пастітсіо (грец. παστίτσιο), або Пастіціо — традиційна грецька страва, макарони, запечені з рубленим м'ясом і соусом бешамель. Страва також поширена на Кіпрі та в Єгипті (під назвою макароні-бешамельمكرونة باشميل).
Звичайно грецьке пастітсіо має нижній шар букатіні або інші трубчасті макарони із сиром і яйцем як сполучник. Середній шар — м'ясо (яловичина, телятина або баранина) із соусом з помідорів і мускатного горіха і запашного перцю. Далі слідує ще один шар макаронів. Верхній шар — соус бешамель. Часто пастітсіо посипається тертим сиром і мускатним горіхом.
Здебільшого пастітсіо є основновною стравою і подається із салатом.